# Совхоз «Боровский»
Совхоз «Боровский» — село в Боровском района Калужской области. Является административным центром сельского поселения Село Совхоз «Боровский».

## География
Село Совхоз «Боровский» расположено на северо-востоке Калужской области, юго-западе Боровского района вблизи городов Обнинск, Балабаново и Боровск, на берегу реки Протвы. Высота над уровнем моря — 162 метра.

## Население
| 2002 | 2010  |
| ---- | ----- |
| 946  | ↗1126 |

## История
В различные годы село носило название: погост Троица, Косяги (Косяки), Троица в Косягах (Косяках) Троице-Секия.
Первое поселение, расположенное на месте Совхоза «Боровский» относится ко второй четверти I тысячелетия н.э. (круг древностей мощинской культуры). Размеры селища составляли 130 метров (с севера на юг) и 80 метров (с запада на восток). Его население, по мнению исследователей,  относилось к одному из балтских племён — голяди.
В XIV-XVI веках на территории современного села находилось древнерусское поселение – погост Троица. Оно впервые упоминается в 1433 году, в духовной грамоте князя Юрия Дмитриевича, сына Дмитрия Донского.
Впоследствии село упоминается в письменных документах 1613 и 1625 годов, в котором погост именуется Троицой в Косеках. 
Во время восстания Ивана Болотникова погост Троица был разрушен.
В 1704 году в селе вновь начато строительство церкви «во имя Живоначальной Троицы, что в Косягах».
В XIX веке население села Косяги составляли только церковнослужители со своими семьями. В 1874 году в Косягах построена новая деревянная церковь Святой Троицы на каменном основании и с колокольней. В 1891 году в селе открыта церковно-приходская школа.
После Октябрьской революции храм был закрыт, а его здание использовалось совхозом, который был создан в селе. По окончании Великой Отечественной войны здание храма было разобрано.
В годы советской власти село было переименовано в село совхоза «Боровский».

## Культура и достопримечательности
Библиотека совхоза «Боровский».
В селе планируется возведение Храма в честь Святой Троицы, на предполагаемом месте строительства в 2014 году установлен поклонный крест.